# Hrabstwo Noble (Ohio)
Hrabstwo Noble (ang. Noble County) – hrabstwo w stanie Ohio w Stanach Zjednoczonych. Obszar całkowity hrabstwa obejmuje powierzchnię 404,59 mil2 (1 047,88 km²). Według danych z 2010 r. hrabstwo miało 14 645 mieszkańców. Hrabstwo powstało 1 kwietnia 1851 roku.

## Sąsiednie hrabstwa
- Hrabstwo Guernsey (północ)
- Hrabstwo Belmont (północny wschód)
- Hrabstwo Monroe (wschód)
- Hrabstwo Washington (południe)
- Hrabstwo Morgan (zachód)
- Hrabstwo Muskingum (północny zachód)

## Wioski
- Batesville
- Belle Valley
- Caldwell
- Dexter City
- Sarahsville
- Summerfield